# Церква адвентистів сьомого дня в Україні
Церква адвентистів сьомого дня в Україні (скор. АСД; англ. Seventh Day Adventists, скор. SDA) — християнська протестантська конфесія, яка визнає Біблію беззаперечною істиною, базується на виконанні Десяти Божих заповідей, (зокрема буквальному дотриманні заповіді про суботу) та вірі у близьке Друге пришестя Ісуса Христа. Церква Адвентистів сьомого дня служить людям у більш ніж 240 країнах світу. Адвентисти ведуть активну просвітницьку, профілактичну, реабілітаційну, благодійну та оздоровчу діяльність, виступають активними захисниками релігійної свободи. 2016 року кількість послідовників цієї церкви досягла 20 млн осіб. Кожні 23 секунди до церкви АСД приєднується 1 людина, щогодини — 154 особи.  В Україні кількість адвентистів сьомого дня становить 47 642 осіб (станом на 2017 рік).

## Походження назви
Назва «Адвентисти сьомого дня» відображає дві основні доктрини церкви АСД:
Віра у реальне і видиме Друге пришестя Христа
Слово «адвентист» (англ. Adventist) походить від лат. adventus («поява», «настання», лат. ad ventus «біля порогу» в сенсі «напередодні другого Пришестя Ісуса Христа на Землю»). Це означає віру у скоре повернення Ісуса Христа, який обіцяє воскресити усіх вірних Йому людей та дати їм вічне життя на оновленій Землі, де не буде вже гріха, смерті, болю і зла.
Проте від свого заснування в 1863 році Церква АСД не називала конкретної дати пришестя Ісуса, оскільки в Біблії сказано, що «про день той й годину не знає ніхто: ані Анголи небесні, ані Син, лише Сам Отець» (Мт. 24:36).
Святість «сьомого дня» тижня — суботи
Вчення про суботу як святий Божий день адвентисти засновують на переконанні в необхідності додержувати всі 10 заповідей Закону Божого. В 20 розділі біблійної книги Вихід міститься перший перелік 10-ти заповідей, в якому 4-та заповідь говорить про святість суботнього дня. Церква зазначає, що в Біблії немає жодної вказівки щодо заміни суботи як дня Господнього на неділю чи інший день.

## Історія адвентизму
Історія Церкви адвентистів сьомого дня — однієї з пізніх протестантських конфесій припадає на другу хвилю духовного відродження, яке почалося в Сполучених Штатах Америки на початку 19-го століття і безпосередньо пов'язана з рухом Вільяма Міллера.
Своїм корінням поява церкви адвентистів сьомого дня досягає есхатологічних очікувань християн, які помилково витлумачили пророцтво з книги Даниїла 8:14 і в 1844 році сподівалися пережити події, пов'язані з другим пришестям Христа на землю.
Організаційна структура АСД формувалася тривалий час, починаючи з 1844 року. За цей період було створено керівний орган — Генеральна конференція адвентистів та інші структурні підрозділи, названі відділами. Значну роль в процесі створення організації адвентистів зіграла сім'я Еллени Уайт.
Зрозумівши свою релігійну місію, адвентисти сьомого дня зосередилися на стратегічному плані поширенню своїх ідей за межами Сполучених Штатів Америки.
Дан. 8:14-16 Дан. 8:14

### Адвентизм на українських землях
Перші згадки про адвентистів на теренах України припадають на 1860-ті роки. Значну роль у поширенні адвентизму відіграв німецький євангеліст і церковний адміністратор Людвіг Ріхард Конраді. Він сформував першу громаду адвентистів 31 липня 1886 року в Криму в селі Берди-Булат (тепер Привільне Красноперекопського району). 15 вересня Людвіг Конраді та Герхард Перк організували другу громаду адвентистів у місті Олександрівськ (нині Запоріжжя).
У Західній Україні адвентистська вістка здобула перших послідовників завдяки польському дворянину Міхалу Беліні-Чеховському. Він планував стати священиком Римсько-католицької церкви, однак пережив розчарування через моральний занепад церкви та зрікся духовного сану. Під час подорожі до США познайомився з адвентистами та приєднався до цієї церкви. 1867 році в Чернівцях заснував групу адвентистів із семи осіб.
У Центральній Україні одним з перших адвентистів, який святкував суботу, є Теофіл Бабієнко з м. Тараща Київської губернії. Бабієнко допомагав православному священику в проведенні церковних богослужінь і отримав дозвіл на вивчення Біблії. З часом Теофіл побачив відмінності між вченням православної церкви та заповідями Біблії. Теофіл Бабієнко з 1877 року організував групу з вивчення Біблії, яка проповідувала святість суботи і Другий прихід Христа. За це у 1888 році його відправили у заслання. Там він уперше зустрів адвентиста і приєднався до цієї церкви.

### Церква АСД за Російської імперії
З кінця ХІХ століття з невеликих груп «суботників» формуються громади та вибудовується організаційна структура церкви. Проголошувалася вістка Євангелія під тиском: з одного боку був жорстокий контроль царської цензури, з іншого — опозиція православного духовенства.
У цей час відбувається активне інституювання церкви: проводяться різноманітні збори, конференції, з'їзди. У 1890 році до церкви адвентистів на теренах Російської імперії належало 356 осіб, у 1900-му — 1037 адвентистів, які належали до 28 громад.
Поштовхом для подальшого розвитку адвентизму став «Указ про зміцнення основ віротерпимості» імператора Миколи ІІ від 17 жовтня 1905 року, а також циркуляру № 55327 від 6 листопада 1906 року голови Міністерства внутрішніх справ Росії Петра Столипіна, який надавав релігійним меншинам свободу віросповідання. Завдяки цьому до кінця 1906 року чисельність церкви зросла до 2282 осіб. У 1907 році послідовників цієї конфесії було 2500, 1908 — 3077 осіб, а в 1911 церква адвентистів нараховувала приблизно 4 тисячі осіб. Більше третини служителів у церквах були українцями.
Інтенсивний розвиток адвентизму на українських землях спонукав керівників Церкви створити місцеві керівні органи, так у 1907-му році, за рішенням Генеральної Конференції (ГК) — найвищого адміністративного органу всесвітньої Адвентистської церкви, — було створено Російську унійну конференцію, яка почала діяти з 1 січня 1908 року.
У 1911-му році становище церкви погіршується через обмеження свободи віросповідання. Почалося переслідування віруючих з боку влади: заборонені друковані засоби, закриваються молитовні будинки, на богослужіннях завжди присутні поліцейські.
Негативний вплив для розвитку церкви спричинила Перша світова війна. Оскільки адвентистські організації на території Російської імперії до 1907 року входили до структури Німецького уніону, їх напередодні війни оголосили німецькими агентами. Вірян і священнослужителів переслідували та висилали до Сибіру. Під час війни адвентисти не хотіли брати зброю до рук, відтак багато вірян, щоб уникнути трибуналу, йшли на службу в санітарні загони, телеграфічні частини, прифронтові та тилові госпіталі.

### Церква АСД в період радянської окупації України
Революція 1917 року вселяла в адвентистів надії щодо забезпечення громадянських прав і свобод. Спочатку нова влада йшла назустріч, звільнивши з тюрем і заслань «релігійних злочинців» і проголосивши свободу віросповідання в кінці 1917 року. Адвентисти проводили біблійні курси для підготовки церковних служителів, відновили регулярні суботні богослужіння та видання книжок і періодики.
23 січня 1918 року для ЦАСД почалися чергові обмеження: заборона вільно пересуватися залізницею позбавляла проповідників можливості регулярно відвідувати громади; Громадянська війна інколи повністю переривала зв'язки між громадами; з 1919 р. припиняється видання будь-якої адвентистської літератури.
«Потепління» для церковної діяльності настало після 1922 р., коли дозволили видавати журнали «Голос истины», «Благая весть» і «Уроки суботньої школи».
В 1924 р. на 5-му Всесоюзному з'їзді церкви АСД в Москві прийняли Декларацію з низкою документів, які викликали жорстку критику з боку вірян. Найбільше пересудів викликав документ «Ставлення АСД до державної влади в СРСР». В ньому адвентисти визнали радянську владу законною, а також право кожного адвентиста самостійно визначати своє ставлення до військової служби. Незадоволена таким рішенням, частина віруючих вийшла із адвентистської спільноти і організувала свої незалежні товариства. Це поклало початок адвентизму реформаційного руху.
6-й Всесоюзний з'їзд Церкви АСД проходив в 1928 р. в Москві, в умовах, коли радянський режим готувався до масових репресій проти віруючих, втручаючись у всі сфери діяльності церкви. На цьому з'їзді під тиском уряду делегати продублювали положення Декларації 5-го з'їзду про позитивне ставлення до радянської влади та військової повинності. Ці рішення зобов'язували адвентистів виконувати громадянську та військову повинності на загальних підставах. Ця заява суперечила позиції, яку займала з цього питання Всесвітня організація АСД. Пізніше прийняті на тому з'їзді рішення були визнані недійсними, про що було офіційно заявлено Всесоюзною Радою АСД в 1960 році. Це рішення поглибило розкол в адвентистському середовищі. Частина адвентистських лідерів і громад у 1929 р. вийшли із об'єднання і створили незалежну організацію під назвою «Російське поле Адвентистів сьомого дня реформаційного руху».  Вони заявили про неприйняття радянського режиму і продовжували свою діяльність підпільно. Очолив реформаційний рух Герхард Освальд. У 1936 р. це реформаційне «Російське поле» було перейменоване на «Всеросійський уніон адвентистів-реформістів», керівництво якого перейшло до Володимира Шелкова та Прокофія Манжури.
6-й з'їзд адвентистів став останнім у радянську епоху. На з'їзді була змінена організаційна структура Церкви, з'їзди як вищий орган управління церкви були заборонені. Уряд погодився лише на існування Всесоюзної Ради адвентистів сьомого дня (ВРАСД), яка складалася з 5-ти осіб, президії та 11 керівних проповідників. Вони ж утворювали пленум (розширену Раду). Це була структура-відповідник тогочасним моделям радянського державного управління. В такому вигляді ВРАСД проіснувала до 1960 року.
Навесні 1929 року радянський уряд ухвалив низку законопроєктів, що обмежували релігійну свободу. З цього часу закрили церковні видавництва, релігійна література стала нелегальною, а та, яка ввозилася з-за кордону, вважалася контрабандною.
Єдиний і останній розширений пленум ВРАСД, на який дала дозвіл радянська влада, відбувся 26-29 грудня 1931 р. В його роботі взяло участь 29 основних керівників Церкви АСД, що представляли адвентистські громади Радянського Союзу. Даючи дозвіл на цей форум, більшовицька влада переслідувала декілька цілей:
1. Змусити адвентистів погодитись на розпуск своєї церковної організації, тому що закони, прийняті урядом, фактично скасовували інститут духовенства як керівного органу в громадах і церквах.
2. Допомогти органам НКВС виявити дійсний склад керівництва церкви, занести його в «чорний список» і поступово ліквідувати.

У рішеннях пленуму було констатовано факти про згортання діяльності Церкви АСД в Україні у зв'язку з негативним і навіть ворожим ставленням до релігії. Прийняли рішення про зміну назви Всесоюзного Союзу на «Єдиний Союз АСД в СРСР». На пленумі було також розглянуто питання про реорганізацію керівного органу на майбутнє.
До 1938 р. були заарештовані і засуджені майже всі 29 учасників пленуму, в тому числі й уповноважені ВРАСД, а також сотні активних служителів і членів громад. Після приєднання в 1939 р. Західної України до Радянської України адвентистські громади цього регіону також були зараховані до списку «неблагонадійних», а їхні лідери  заарештовані. У 1940 р. до СРСР приєднано Північну Буковину, і діючі тут адвентистські структури також підпали під репресії. У цілому ж, за підрахунками адвентистських істориків, до Другої світової війни майже 80 % лідерів адвентистського руху в СРСР були знищені.
Після того, як Йосип Сталін в останні роки Другої світової війни за вимогою західних союзників з антигітлерівської коаліції надав деяку свободу діяльності релігійних організацій, голова ВРАСДу Григорій Григор'єв почав відновлювати зруйновану адвентистську мережу, зокрема Всесоюзну раду адвентистів сьомого дня (ВРАСД) з п'яти лідерів від різних радянських республік. В Україні відбудовували молитовні будинки, відновлювали організаційну структуру Церкви АСД, повертались із заслань деякі релігійні діячі. Починаючи з 1944 р., відновилась реєстрація адвентистських громад.
У 1960-ті роки життєдіяльність адвентистської церкви в Україні відрізнялася високою динамікою. Лідери АСД постійно мігрували з регіону в регіон, щоб відродити релігійну мережу.
Адвентистські громади Західної України до 1939 року входили до складу інших країн. Закарпаття -  до Чехословацького місіонерського поля. Буковина -  до складу Угорської місії. Діяльність громад там була обмежена державним статусом православної церкви. Волинь і Галичина об'єдналися в єдиний Союз АСД в Польщі.
У цей час проводилася робота з підготовки кадрів для цих регіонів. У 1926 р. в Бельську засновують адвентистську семінарію для служителів західних земель України та Білорусі. Союз АСД в Польщі налагодив у цей час у Варшаві й Лодзі видання журналів «Знаки часу», «Слуга зібрання», «Свет для просвещения», окремі книги і журнали видавалися польською, російською, українською мовами.

### Церква АСД після Другої світової війни
Після Другої світової війни становище церкви було кращим, ніж у попередній період сталінщини. Конфесія знову набула законного статусу. Після 1930-х років уже не було масштабного, фізичного знищення церкви, хоча влада все ще забирала дітей у віруючих батьків, батьків доправляли до в'язниць, висилали у Сибір. У 1950-ті роки з'являються підпільні видавництва духовної літератури, громади та служителі освоюють методи  прихованої місіонерської роботи.
Війна зупинила репресії проти вірян на території Радянського союзу.  Для уряду принципове значення мало приєднання до СРСР країн Балтії та Західної України, тому представники влади почали налагоджувати стосунки з церквами. На захоплених Гітлером землях відкривались окремі громади, і ставлення до протестантів загалом було терпиме. Чимало адвентистів було серед нацистських солдат, яких примусово мобілізували на фронт. І вони, як і радянські бійці, часто відвідували богослужіння на окупованих територіях.
Найбільша релігійна свобода була в Закарпатті, яке протягом 20 років перебувало у складі Чехословаччини. Це був єдиний регіон України, який мав досвід державного протестантизму. Приєднані у 1939—1945 роках території надовго стали донорами кадрів, пасторського складу і церковних активістів на терени СРСР.
Органи КДБ стежили за церквою. Кожного пастора намагалися змусити доносити на своїх одновірців. Якщо ж людину не могли схилити до співпраці, то починали кампанію публічного цькування: паплюжили в колективі, звільняли з роботи, забирали дітей та організовували розкол усередині громади. Члени церкви були на «гачку» у держави. Вони були змушені постійно відмічатися. З ними проводили агітаційну роботу задля роз'єднання церкви. Важливим завданням КДБ було дискредитувати служителів в очах членів церкви.
Протягом 1955—1980 років Церква адвентистів сьомого дня на території колишнього СРСР зазнала внутрішньоцерковних розколів.
Після війни пастор Григорій Григор'єв створив першу Всесоюзну раду адвентистів сьомого дня (ВРАСД) з п'яти лідерів від різних радянських республік. Після смерті пастора Григорія Григор'єва в 1952 році головою ВРАСД обрали Павла Мацанова. Як член ВРАСД Церкву АСД в Україні очолив Федір Мельник. За релігійні переконання та активну релігійну діяльність Рада у справах релігій при Раді Міністрів СРСР наприкінці 1954 року вилучила у Павла Мацанова реєстраційну довідку керівника церковного органу. Тому 1955 року головою ВРАСДу був обраний Степан Кулижський, а його заступником в Україні — Олександр Парасей. Їх вважали лояльнішими щодо влади, яка забороняла будь-яку місіонерську діяльність, а надто — хрещення молоді, тоді як Павло Мацанов вважав ці форми церковної діяльності пріоритетними.
Більшість служителів Церкви і рядових віруючих сприймали рішення розширеного пленуму ВРАСД щодо зняття Павла Мацанова з посади як незаконне, прийняте під тиском атеїстичної Ради у справах релігій при Раді Міністрів СРСР, і продовжували визнавати Мацанова лідером радянських адвентистів. Обидва центри в той час мали паралельні церковні структури і відділи. Конфронтація всередині конфесії була вигідна атеїстичній владі, а агенти КДБ, маскуючись під прибічників «врасдівців» чи «мацанівців», поглиблювали розкол. Однак, понад 80 %  всіх громад і служителів залишились вірними біблійним принципам вчення і організації та були на боці П. А. Мацанова.
За оцінками істориків, головними причинами розколу були: штучна ізоляція радянською владою Адвентистської церкви на території СРСР від всесвітнього адвентизму й особисті амбіції окремих адвентистських лідерів.
Однак попри все  церква робить місіонерський успіх і зростає за рахунок того, що почали відкриватись молитовні будинки, і люди почали повертатись до адвентистської віри. На території України поширюються Біблії та інші релігійні книги і періодичні видання, що друкувались у підпільних видавництвах.
Внутрішня конфронтація спрацювала бумерангом і теж спричинила приріст у церкві за рахунок того, що «врасдівці» і «мацанівці» «змагалися» між собою. І коли влада зрозуміла, що не зможе подолати церкву, вирішила дозволити легалізувати її. Також не малу роль зіграло в цьому і те, що Всесоюзна Церква АСД починала налагоджувати зв'язок з Генеральною конференцією Церкви АСД.
16 грудня 1976 року відбулася перша неофіційна зустріч лідерів двох протидіючих сторін з метою примирення і об'єднання. Важливу роль у примиренні сторін відіграла Всесвітня організація Церкви АСД — Генеральна Конференція (ГК). У 1978 році в Україну приїхав президент ГК Роберт Пірсон, який закликав керівників різних таборів до взаємного «визнання вини за минуле» та прощення.
8 червня 1981 року новий керівник ГК Ніл Вільсон заявив, що Генеральна Конференція визнає тільки єдину Церкву, а не протидіючі організації. В той час «теплішали» і релігійні стосунки Церкви з комуністичною владою.  Держава сама допомагає ліквідувати конфлікт, і сприяє об'єднанню церкви. Влада зрозуміла, що краще мати одну організацію, ніж дві, які між собою змагаються, і мають величезне підпілля.
Наприкінці 80-х років церква починає поширювати євангельську роботу на теренах України. З 1989 року церква отримала дозвіл на проведення різних публічних заходів, проведена перша Євангельська програма. Так розпочався ряд масштабних євангельських програм, аж до 2000-го року. Завдяки цьому церква на території України зросла до 50-ти тисяч осіб.
Після того, як в Україні з‘являється супутникове телебачення, церква провадить Євангельську програму через телебачення. На початку 2000-го року церква засновує радіо «Голос Надії», та починає мовлення. У 2012-му році Церква АСД  починає цілодобове транслювання програм через супутникове телебачення.  У 1999 році церква заснувала навчальний заклад «Український гуманітарний інститут», який має два основних напрямки: підготовка теологів для роботи у церковній структурі та навчання фахівців гуманітарних наук. Окрім того, церква провадить ряд соціальних, просвітницьких проєктів, особливу увагу приділяє капеланству у лікарнях та місцях позбавлення волі.

## Керівники Церкви АСД на території України
| 1  | Отто Вільдгрубе     | 1907-1909 рр.      |
| 2  | Іван Перк           | 1909-1915 рр.      |
| 3  | Генріх Лебсак       | 1915-1922 рр.      |
| 4  | Іван Львов          | 1922-1928 рр.      |
| 5  | Густав Цірат        | 1928-1934 рр.      |
| 6  | Яків Реймер         | 1934-1936 рр.      |
| 7  | Василь Яковенко     | 1944-1952 рр.      |
| 8  | Федір Мельник       | 1952-1955 рр.      |
| 9  | Олексій Галаджев    | 1955-1959 рр.      |
| 10 | Олександр Парасей   | 1959-1988 рр.      |
| 11 | Дмитро Колбач       | 1959-1973 рр.      |
| 12 | Микола Жукалюк      | 1973-1993 рр.      |
| 13 | Віталій Пролінський | 1976-1988 рр.      |
| 14 | Михайло Мурга       | 1993-1998 рр.      |
| 15 | Володимир Крупський | 1998-2010 рр       |
| 16 | Віктор Алєксєєнко   | 2010-2015 рр.      |
| 17 | Станіслав Носов     | 2015 і до сьогодні |

## Віровчення й спосіб життя
Основні положення віровчення Церкви Адвентистів Сьомого Дня викладено в 28 доктринах, які є прийнятими Генеральною Конференцією і єдиними для всесвітньої Церкви, незалежно від місця проживання, національності чи культурних особливостей її членів. Свої доктрини адвентисти намагаються будувати на Біблії; в кінці кожної доктрини наводяться біблійні тексти, на основі яких виведено кожне з тверджень. При необхідності, якщо Святий Дух направить Церкву до повнішого розуміння біблійних істин або будуть знайдені більш вдалі формулювання для передачі вчення, викладеного в Священному Божому Слові, відповідні зміни і доповнення в дані положення можуть бути внесені на сесії Генеральної Конференції.

### Бог Біблії

#### 1. Святе Писання
Святе Писання (Біблія) складається зі Старого та Нового Завітів. Це Слово Боже, письмово передане через людей Божих, яких надихав Святий Дух. За допомогою цього Слова Бог передав людству необхідні для спасіння знання. Біблія має безперечний авторитет і є відкриттям волі Бога. Вона є мірилом характеру людини і критерієм досвіду, вичерпним викладом учення Ісуса і достовірним джерелом інформації про дії Бога в історії нашого світу (Пс. 118:105; Пр. 30:5,6; Іс. 8:20; Ів. 17:17; 1 Сол. 2:13; 2Тим. 3:16,17; Євр. 4:12 ; 2 Петр. 1:20,21).

#### 2. Божество
Бог єдиний. Отець, Син і Святий Дух — єдність трьох довічних Особистостей. Бог безсмертний, всемогутній, всезнаючий, всюдисущий та найвищий. Він безмежний і стоїть вище за людське розуміння, однак Його можна пізнавати за допомогою Його відкриття про Самого Себе. Бог, Який є любов, навіки гідний поклоніння, честі і служіння всього творіння (Бут. 1:26; Повт. 6:4; Іс. 6:8; Мт. 28:19; Ів. 3:16; 2 Кор. 1:21-22; 2 Кор. 13:14; Еф. 4:4-6; 1 Петр. 1:2).

#### 3. Бог Отець
Бог Вічний Отець є Творець, Першопричина, Вседержитель і Незалежний Правитель всього творіння. Він справедливий і святий, милостивий і добрий, повільний на гнів і сповнений постійної любові та вірності. Якості та сили, що проявилися в Сині та Святому Дусі також є якостями та силами Отця (Бут. 1:1; Повт. 4:35; Пс. 109:1, 4; Ів. 3:16; Ів. 14:9; 1Кор. 15:28; 1Тим. 1:17; 1Ів. 4:8; Об. 4:11).

#### 4. Бог Син
Бог Вічний Син з'явився втіленим в Ісусі Христі. Через Нього все було створено, дякуючи Йому був відкритий характер Бога, здійснилося спасіння людства і через Нього відбувається суд над нашим світом. Будучи навіки істинним Богом, Він став також справжньою людиною, Ісусом Христом. Він був зачатий Святим Духом і народжений дівою Марією. Він жив і переносив спокуси як людина, проте явив Собою досконалий приклад праведності і любові Божої. Вчинені Ним чудеса були проявом сили Божої і свідченням того, що Він був дійсно Богом — обіцяним Месією. Він добровільно постраждав і помер на хресті за гріхи людей, зайнявши їх місце. Воскреслий із мертвих, Він вознісся на небо, щоб заради людей здійснювати служіння в небесному святилищі. Він знову прийде в цей світ у славі для остаточного визволення Свого народу і для того, щоб відновити Землю  (Іс. 53:4-6; Дан. 9:25-27; Лк. 1:35; Ів. 1:1-3,14; Ів. 5:22; Ів. 10:30; Ів. 14:1-3, 9, 13; Рим. 6:23; 1Кор. 15:3,4; 2Кор. 3:18; 2Кор. 5:17-19; Фил. 2:5-11; Кол. 1:15-19; Євр. 2:9-18; Євр. 8:1,2).

#### 5. Бог Дух Святий
Бог Вічний Дух Святий діяв разом з Отцем і Сином при створенні, втіленні та викупленні. Він — така ж Особистість, як Отець і Син. Він надихав письменників Біблії. Він наповнив силою життя Христа. Він навертає і переконує людей; і тих, хто відгукується, Він оновлює і відтворює в них образ Божий. Посланий Отцем і Сином, щоб завжди бути з Його дітьми, Він наділяє Церкву духовними дарами, дає їй силу в її свідоцтві про Христа, відкриває та допомагає розуміти біблійну істину (Бут. 1:1,2; 2Цар. 23:2; Пс. 50:12; Іс. 61:1; Лк. 1:35; Лк. 4:18; Ів. 14:16-18,26; Ів. 15:26; Ів. 16:7-13; Дії 1:8; Дії 5:3; Дії 10:38; Рим. 5:5; 1Кор. 12:7-11; 2Кор. 3:18; 2Петр. 1:21).

### Вчення про людину

#### 6. Створення світу
Бог в Біблії достовірно представив хронологію Своєї творчої діяльності. Протягом шести днів творіння Господь створив «небо і землю, море і все, що в них», а сьомого дня «спочив». Таким чином, Господь встановив суботу як вічний пам'ятник Його праці, здійсненої і завершеної протягом шести буквальних днів, які разом із суботою утворили той тиждень, що нам відомий сьогодні. Перші чоловік і жінка були створені за образом Божим, як вінець творіння, отримавши право на володіння світом і обов'язок піклуватися про нього. Світ, при завершенні свого створення, як сказано в Біблії, був «вельми добрий», і його досконалість проголошувала славу Божу (Бут. 1-2,5,11; Вих. 20:8-11; Пс. 18:2-7; Пс. 32:6,9; Пс. 103; Іс. 45:12; Дії 17:24; Кол. 1:16; Євр. 1:2; Євр. 11:3; Об. 10:6; Об. 14:7)

#### 7. Природа людини
Чоловік і жінка були створені за образом і подобою Божою як істоти, наділені індивідуальністю, силою і свободою мислити та діяти. Людина, за задумом Божим, — це нерозривна єдність тіла, душі і духу. Не послухавши Бога, наші прабатьки таким чином відмовилися визнати свою залежність від Нього і втратили своє високе положення. Образ Божий в них спотворився, і вони стали схильні до смерті. Їхні нащадки успадковують гріховну природу з усіма її наслідками. Вони народжуються зі слабкостями і схильностями до зла. Але Бог у Христі примирив із Собою світ і Духом Своїм може відновити в людині образ Творця. Створені для слави Божої, люди покликані любити Його, один одного і світ, що оточує їх (Бут. 1:26-28; Бут. 2:7,15; Бут. 3; Пс. 8:5-9; Пс. 50:6,11; Пс. 57:4; Єр. 17:9; Дії 17:24-28; Рим. 5:12-17; 2Кор. 5:19, 20; Еф. 2:3; 1Сол. 5:23; 1Ів. 3:4; 1Ів. 4:7,8,11,20).

### Вчення про спасіння

#### 8. Велика боротьба
Все людство залучено в велику боротьбу між Христом і сатаною. Вона розпочалась на небі у зв'язку з тим, що був поставлений під сумнів характер Бога, Його закон і справедливість Божого правління у Всесвіті. Один зі створених ангелів, наділений свободою вибору, в своєму самозвеличенні став сатаною, противником Бога. Це призвело до повстання частини ангелів. Сатана викликав дух супротиву Богові в нашому світі, коли втягнув Адама і Єву в гріх. В результаті цього гріха, скоєного людьми, образ Божий став спотвореним в людстві. З цієї ж причини створений світ втратив свій порядок і був спустошений під час всесвітнього потопу, про що свідчить представлена в Бут. 1-11 хронологія. На очах у всього творіння цей світ перетворився на арену світової боротьби, в результаті якої люблячий Бог буде затверджений в Своїх правах. Христос посилає Святого Духа і вірних ангелів, щоб вони допомагали народу Божому в цій великій боротьбі, направляли, захищали і зміцнювали його на шляху до спасіння (Бут. 3; Бут. 6-8; Йов 1:6-12; Іс. 14:12-14; Єз. 28:12-18; Рим. 1:19-32; Рим. 3:4; Рим. 5:12-21; Рим. 8:19-22; 1Кор. 4:9; Євр. 1:14; 1Петр. 5:8; 2Петр. 3:6; Об. 12:4-9).

#### 9. Життя, смерть і воскресіння Христа
Життя Христа проходило в досконалому послуху волі Божій. Його страждання, смерть і воскресіння — це єдино можливий шлях спокутування скоєних людьми гріхів. Кожен, хто приймає вірою це примирення з Богом, має вічне життя. Це досконале примирення виправдовує справедливість Божого Закону і милосердя характеру Творця. Так відбувається засудження наших гріхів і забезпечується наше прощення. Смерть Христа є замісною, спокутною, вона примиряє  і перетворює людину. Воскресіння Христа у плоті є знаком перемоги Бога над силами зла, і для тих, хто приймає Його, служить свідченням їхньої перемоги над гріхом і смертю. Воскресіння проголошує панування Ісуса Христа, перед Яким схилиться кожне коліно на небі і на землі (Бут. 3:15; Пс. 22:1; Іс. 53; Ів. 3:16; Ів. 14:30; Рим. 1:4; Рим. 3:25; Рим. 4:25; Рим. 8:3,4; 1Кор. 15:3,4,20-22; 2Кор. 5:14,15,19-21; Фил. 2:6-11; Кол. 2:15; [[|1Петр..]] 2:21,22; 1Ів. 2:2; 1Ів. 4:10).

#### 10. Спасіння у Христі
За нескінченної любові і милості Бог учинив так, що Христос, який не знав гріха, став гріхом заради грішників, щоб в Ньому вони стали праведними перед Богом. Під впливом Святого Духа людина усвідомлює свою потребу в Спасителі, визнає свою гріховність, кається в злочинах і вірою приймає Ісуса як Спасителя і Господа, як Того, Хто зайняв її місце на хресті і залишив приклад. Ця віра приходить від Слова Божого і є даром Божої благодаті. Завдяки Христу Бог виправдовує і приймає грішників як Своїх синів та дочок і позбавляє від панування гріха. Тоді Дух Святий оновлює розум, записує в серцях Божий закон любові і дає силу жити святим життям. Перебуваючи в Ньому, людина стає причасником Божественної природи і отримує впевненість у спасінні як тепер, так і на суді (Бут. 3:15; Іс. 45:22; Іс. 53; Єр. 31:31-34; Єз. 33:11; Єз. 36:25-27; Ав. 2:4; Мк. 9:23, 24; Ів. 3:3-8, 16; Ів. 16:8; Рим. 3:21-26; Рим. 8:1-4,14-17; Рим. 5:6-10; Рим. 10:17; Рим. 12:2; 2Кор. 5:17-21; Гал. 1:4; Гал. 3:13,14,26; Гал. 4:4-7; Еф. 2:4-10; Кол. 1:13, 14; Тит. 3:3-7; Євр. 8:7-12; 1Петр. 1:23; 1Петр. 2:21,22; 2Петр. 1:3,4; Об. 13:8).

#### 11. Зростання у Христі
Прийнявши смерть на хресті, Ісус здобув перемогу над силами зла. Він переміг злих духів під час Свого земного служіння, зруйнував їх владу і зробив неминучою їх остаточну загибель. Перемога Ісуса забезпечує і віруючим перемогу над цими силами, які все ще прагнуть керувати людством. Святий Дух завжди перебуває у віруючих і наділяє їх силою, щоб більше не перебувати в темряві, страху перед силами зла, невігластві та безцільності, які супроводжували колишнє життя. Здобувши цю нову свободу в Христі, потрібно розвивати свій характер в подобі Його характеру. Для цього адвентисти спілкуються з Ним щодня в молитві, читають Біблію, розмірковують над прочитаним, щотижня збираються на спільні богослужіння, розповідають іншим про Христа. Також адвентисти вважають, що вони покликані наслідувати приклад Христа, здійснюючи служіння заради задоволення фізичних, інтелектуальних, соціальних, емоційних і духовних потреб людей (1Пар. 29:11; Пс. 1:1,2; Пс. 22:4; Пс. 76:12,13; Мф. 20:25-28; Мф. 25; Мф. 1:31-46; Лк. 10:17-20; Ів. 20:21; Рим. 8:38, 39; 2Кор. 3:17, 18; Гал. 5:22-25; Еф. 5:19,20; Еф. 6:12-18; Фил. 3:7-14; Кол. 1:13,14; Кол. 2:6,14,15; 1Сол. 5:16-18, 23; Євр. 10:25; Як. 1:27; 2Петр. 2:9; 2Петр. 3:18; 1Ів. 4:4;).

### Вчення про Церкву

#### 12. Церква
Церква є спільнотою віруючих, які визнають Ісуса Христа своїм Господом і Спасителем. Як і в старозавітні часи, адвентисти об'єднуються для богослужіння, спілкування, для вивчення Слова Божого, для святкування Вечері Господньої, для служіння всьому людству і для проголошення Благої вістки в усьому світі. Свою духовну владу Церква отримала безпосередньо від Христа. Церква — це Божа родина, і її члени, усиновлені Богом, живуть на підставі укладеного з Ним нового завіту. Церква — це тіло Христове, спільність людей, об'єднаних вірою, і глава цього тіла Сам Христос. Церква — це наречена, заради якої Христос помер, щоб освятити і очистити її. При Його урочистому поверненні вона постане перед Ним як славна Церква, яка зберегла вірність, відкуплена Його кров'ю та не має ні плями, ні вади — свята і бездоганна (Бут. 12:1-3; Вих. 19:3-7; Мф. 16:13-20; Мф. 18:18; Мф. 28:19,20; Дії 2:38-42; Дії 7:38; 1Кор. 1:2; Еф. 1:22,23; Еф. 2:19-22; Еф. 3:8-11; Еф. 5:23-27; Кол. 1:17,18; 1Петр. 2:9
).

#### 13. Церква Останку та її місія
Вселенська Церква складається з тих, хто істинно вірить в Христа. Бог покликав Церкву Останку до дотримання заповідей Божих і збереження віри в Ісуса. Церква Останку проголошує настання години суду, сповіщає спасіння через Христа і проповідує наближення Його Другого пришестя. Ця місія символічно представлена трьома ангелами в 14 розділі книги Об'явлення. За часом ця місія збігається з судом, який відбувається на небесах, і результатом її є покаяння і виправлення людей. Кожен віруючий покликаний особисто брати участь в цьому загальному свідоцтві (Дан. 7:9-14; Іс. 1:9; Іс. 11:11; Єр. 23:3; Мих. 2:12; 2Кор. 5:10; 1Петр. 1:16-19; 1Петр. 4:17; 2Петр. 3:10-14; Юд. 3,14; Об. 12:17; Об. 14:6-12; Об. 18:1-4).

#### 14. Єдність в Тілі Христовому
Церква — це єдине Тіло послідовників Христа, покликаних із всякого народу, племені та язика. В Христі не повинно бути відмінності незалежно від раси, культури, освіти, національності, статі, соціального і майнового стану. Всі рівні у Христі, Який за допомогою єдиного Духа об'єднав віруючих між собою і привернув до Себе. Завдяки тим істинам, які Христос відкрив у Святому Письмі, віруючі мають одну і ту ж віру і надію, одне і те ж прагнення служити всьому людству. Джерелом такої єдності є триєдиний Бог (Пс. 132:1; Мф. 28:19,20; Ів. 17:20-23; Дії 17:26,27; Рим. 12:4,5; 1Кор. 12:12-14; 2Кор. 5:16,17; Гал. 3:27-29; Еф. 2:13-16; Еф. 4:3-6,11-16; Кол. 3:10-15).

### Вчення про Церковні Обряди

#### 15. Хрещення
Хрещення — це Боже повеління, за допомогою якого віруючий сповідує свою віру в смерть і воскресіння Ісуса Христа, а також свідчить, що він помер для гріха і тепер прагне до оновленого життя. Таким чином, людина визнає Христа Господом і Спасителем і стає частиною Його народу після прийняття в члени Церкви. Хрещенню надається глибоке значення: подібне до того, як Ісус Христос помер і третього дня воскрес, людина, поринаючи у воду, «поховується», потім воскресає для нового життя з Ісусом Христом, тим самим залишає позаду усі свої гріхи, починаючи нове життя — чисте і безгрішне. Хрещення — це символ єдності з Христом, прощення гріхів і прийняття Духа Святого.
Хрещення здійснюється повним зануренням у воду, і до нього допускаються ті, хто має віру в Ісуса і засвідчив про каяття в гріхах. Хрещенню передують вивчення Святого Писання і прийняття його вчення (Мф. 28:19,20; Дії 2:38; Дії 16:30-33; Дії 22:16; Рим. 6:1-6; Гал. 3:27; Кол. 2:12,13).

#### 16. Вечеря Господня
Вечеря Господня для адвентистів — це спільне прийняття символів тіла і крові Ісуса як наочне підтвердження віри в Нього. Готуючись до Вечері, віруючі досліджують своє серце, сповідують свої гріхи і каються в них. Перед прийняттям символів (прісний хліб та неброджений виноградний сік) відбувається служіння ногоомиття, встановлене самим Ісусом як символ оновлення, очищення і як вираз готовності служити одне одному в християнському смиренні, а також для того, щоб сприяти об'єднанню сердець в любові. Служіння Вечері відкрито для участі в ньому всіх віруючих християн (Мф. 26:17-30; Ів. 6:48-63; Ів. 13:1-17; 1Кор. 10:16,17; 1Кор. 11:23-30; Об. 3:20).

### Вчення про духовні дари і дар пророцтва

#### 17. Духовні дари та духовне служіння
Впродовж всіх віків Бог наділяв усіх членів Своєї Церкви духовними дарами, які кожен повинен використовувати на благо Церкви і людства. Цими дарами Святий Дух наділяє кожного члена Церкви по Своїй волі. Таким чином, Церква стає здатною виконати дане їй Богом призначення. Згідно з Біблією, до духовних дарів належать віра, дар зцілення, дар пророцтва, дар проповіді, дар навчати, дар управління, дар примирення, дар співчуття, дар милосердя та самовідданого служіння ближнім з метою підтримати і підбадьорити їх.
Деякі члени Церкви покликані Богом і наділені дарами Святого Духа, щоб працювати в Церкві як пастори, євангелісти і вчителі. Коли члени Церкви використовують ці духовні дари вірно, Церква захищена від руйнівного впливу єретичних вчень, зростає в Богові та зміцнюється у вірі і любові (Дії 6:1-7; Рим. 12:4-8; 1Кор. 12:7-11,27,28; Еф. 4:8,11-16; 1Тим. 3:1-13; 1Петр. 4:10,11).

#### 18. Дар пророцтва
Святе Писання свідчить, що пророцтво — один з дарів Святого Духа. Цей дар є відмінною ознакою Церкви Остатку, і адвентисти вірять, що він проявився в служінні Еллен Уайт. Її праці є пророчим авторитетом і служать для Церкви як керівництво, настанова та викриття. В цих працях також чітко зазначено, що Біблія є мірилом для будь-якого вчення і досвіду (Велика боротьба, ст. 7-8; Ранні твори, ст. 78)  (Мф. 26:17-30; Ів. 6:48-63; Ів. 13:1-17; 1Кор. 10:16,17; 1Кор. 11:23-30; Об. 3:20
).

### Вчення про християнське життя

#### 19. Закон Божий
Адвентисти визнають моральний закон (Закон Божий), що записаний на двох кам'яних скрижалях Самим Богом. Це є Десять Заповідей, в яких відображена Божа любов, Його воля і наміри в питаннях поведінки людини і її взаємин з Богом і ближніми. Вони обов'язкові для людей всіх часів. Ці постанови лежать в основі Божого завіту з Його народом. Це вище мірило праведності на суді Божому. Завдяки впливу Духа Святого заповіді призводять до пізнання гріха і пробуджують усвідомлення потреби в Спасителі. Спасіння — це дар благодаті, його неможливо заслужити ділами і виконанням Закону, але спасенна людина виконує заповіді (Вих. 20:1-17; Повт. 28:1-14; Пс. 18:8-15; Пс. 39:8,9; Мф. 5:17-20; Мф. 22:36-40; Ів. 14:15; Ів. 15:7-10; Рим. 8:3,4; Еф. 2:8-10; Євр. 8:8-10; 1Ів. 2:3; 1Ів. 5:3; Об. 12:17; Об. 14:12).

#### 20. Субота
Блаженний Творець після шести днів творіння світу спочивав в сьомий день і встановив суботній спокій для всіх людей як пам'ятник творіння. Четверта заповідь незмінного Закону Божого вимагає дотримання сьомого дня, суботи, як дня спокою, дня особливого поклоніння і служіння. Субота — це день радісного спілкування з Богом і один з одним. Це символ спасіння у Христі, знак освячення, вірності та передчуття вічного майбутнього життя в Царстві Божому. Субота — це символ вічного завіту між Богом і Його народом. Радісне проведення цього святого часу від вечора до вечора, від заходу до заходу є урочистий спогад звершеного Богом творіння і викуплення (Бут. 2:1-3; Вих. 20:8-11; Вих. 31:13-17; Лев. 23:32; Повт. 5:12-15; Іс. 56:5,6; Іс. 58:13,14; Єз. 20:12,20; Мф. 12:1-12; Мк. 1:32; Лк. 4:16; Євр. 4:1-11).

#### 21. Довірене управління
Люди — управителі Божі. Він довірив їм мудро розпоряджатися часом і можливостями, здібностями і майном, благословеннями землі і її дарами. Кожен відповідальний перед Богом за правильне використання всіх цих дарів. У вірному служінні Богу та ближнім, а також в добровільному поверненні десятини і пожертвувань для проголошення Євангелія і для підтримки та зростання Його Церкви віруючі висловлюють визнання Бога Владикою всього. Бог надав людям особливу честь, давши їм право розпоряджатися всім довіреним, щоб виховати в любові і привести до перемоги над егоїзмом і жадібністю. Управителі Божі відчувають радість, коли в результаті їх вірності інші люди отримують благословення (Бут. 1:26-28; Бут. 2:15; 1Пар. 29:14; Ог. 1:3-11; Мал. 3:8-12; Мф. 23:23; Рим. 15:26,27; 1Кор. 9:9-14; 2Кор. 8:1-15; 2Кор. 9:7).

#### 22. Християнська поведінка
Віруючі покликані бути благочестивими людьми, чиї думки, почуття і Дії знаходяться у відповідності з біблійними принципами у всіх аспектах життя. Адвентисти прагнуть робити те, що може принести в їх житті християнську чистоту, здоров'я і радість. Це означає, що їх задоволення і розваги повинні відповідати високим критеріям християнського смаку і краси.
Визнаючи наявність особливостей у різних культурах, адвентисти, проте, вважають, що одяг має бути простим, скромним і охайним (справжня краса полягає не в зовнішніх прикрасах, а в нетлінні лагідного й спокійного духу). Це також означає, що оскільки людські тіла є храмом Святого Духа, люди не повинні нехтувати турботою про них. Адвентисти вважають за необхідне робити фізичні вправи, відпочивати і їсти здорову їжу. Вони повинні утримуватися від нечистої їжі, зазначеної в Писанні. Так як вживання алкогольних напоїв, тютюну, наркотиків і зловживання ліками шкодять організму, то слід і від цього утримуватися. Потрібно прагнути тільки до того, що допоможе привести думки і все єство в послух Христові, Який бажає, щоб всі були здорові, радісні і щасливі (Бут. 7:2; Вих. 20:15; Лев. 11:1-47; Пс. 105:3; Рим. 12:1,2; 1Кор. 6:19,20; 1Кор. 10:31; 2Кор. 6:14-7:1; 2Кор. 10:5; Еф. 5:1-21; Фил. 2:4; Фил. 4:8; 1Тим. 2:9,10; Тит. 2:11,12; 1Петр. 3:1-4; 1Ів. 2:6; 3Ів. 2).

#### 23. Шлюб та сім'я
Шлюб, спочатку встановлений Богом в Едемі, є довічним союзом чоловіка і жінки для спільного життя і любові. Шлюб повинен укладатися лише між чоловіком і жінкою, які поділяють спільну віру. Укладаючи шлюб, християни покладають на себе зобов'язання не тільки один перед одним, а й перед Богом. Взаємна любов, повага, увага і відповідальність є основою християнських шлюбних відносин, відображаючи любов, святість, близькість і міцність відносин між Христом і Його Церквою.
Щодо розлучення Христос сказав: «Хто дружину відпустить свою, крім провини перелюбу, … і хто візьме шлюб з розлученою, той чинить перелюб». Хоча життя деяких сімей може виявитися далеко не ідеальним, чоловік і жінка, що повністю присвячують себе в шлюбі один одному у Христі, можуть досягти тісного єднання в любові, якщо вони довіряються керівництву Святого Духа і повчанням Церкви. Бог благословляє сім'ю і бажає, щоб всі в ній допомагали один одному. Батьки повинні виховувати дітей в любові і послухові Господу. (Бут. 2:18-25; Вих. 20:12; Повт. 6:5-9; Пр. 22:6; Мал. 4:5,6; Мф. 5:31,32; Мф. 19:3-9,12; Мк. 10:11,12; Ів. 2:1-11; 1Кор. 7:7,10,11; 2Кор. 6:14; Еф. 5:21-33; Еф. 6:1-4)[34].

### Вчення про події останнього часу

#### 24. Служіння Христа в небесному святилищі
Адвентисти вірять, що на небі знаходиться святилище, справжня скинія, яку збудував Господь, а не людина. Там Христос заради людей звершує Своє заступницьке служіння. Його служіння дає кожному віруючому можливість спасіння через прийняття Його спокутної жертви, яку Він одного разу приніс на хресті за грішників. Після Свого вознесіння Він став великим Первосвящеником і почав Своє заступницьке служіння, що символізувалося служінням первосвященика в Святій частині земного святилища.
У 1844 році, після закінчення пророчого періоду в 2300 днів (за пророцтвом Даниїла), розпочалася друга і остання частина Його спокутного служіння, що символізувалося служінням первосвященика в Святому Святих земного святилища. В цей час на небі розпочався слідчий суд — перша стадія остаточного знищення всіх гріхів, символом якої було очищення стародавнього єврейського святилища в День викуплення (Йом Кіпур). У тому старозавітному служінні святилище символічно очищалося кров'ю жертовних тварин, небесне ж святилище очищається досконалою жертвою — кров'ю Ісуса.
Завдяки слідчому суду стане зрозуміло, хто серед померлих, а також з тих, що ще живуть на землі гідний життя в Його вічному Царстві. Цей суд підтверджує справедливість Бога, Який спасає тих, хто вірить в Ісуса. Суд проголошує, що ті, хто зберегли вірність Богу, увійдуть до Царства Небесного. Коли ж це служіння Христа завершиться, закінчиться і відведений для людей час випробування перед Другим пришестям Ісуса (Бут. 2:18-25; Вих. 20:12; Повт. 6:5-9; Пр. 22:6; Мал. 4:5,6; Мф. 5:31,32; Мф. 19:3-9,12; Мк. 10:11,12; Ів. 2:1-11; 1Кор. 7:7,10,11; 2Кор. 6:14; Еф. 5:21-33; Еф. 6:1-4).

#### 25. Друге пришестя Христа
Друге пришестя Христа — це блаженне сподівання Церкви і величне завершення справи Божої на Землі. Адвентисти вірять, що пришестя Христа буде буквальним, особистим, видимим і одночасним для всього світу. При Його поверненні праведники, що до цього часу померли, будуть воскрешенні і одночасно з живими праведниками будуть прославлені і піднесені на небо. Безбожні ж в цей момент помруть. Виконання найважливіших пророцтв, що послідовно розкривають історію світу, свідчить про те, що пришестя Христа буде дуже скоро. Час цієї поДіїне відкрито, і тому ми повинні бути готові до неї в будь-який момент (Мф. 24; Мк. 13; Лк. 21; Ів. 14:1-3; Дії 1:9-11; 1Кор. 15:51-54; 1Сол. 4:13-18; 1Сол. 5:1-6; 2Сол. 1:7-10; 2Сол. 2:8; 2Тим. 3:1-5; Тит. 2:13; Євр. 9:28; Об. 1:7; Об. 14:14-20; Об. 19:11-21).

#### 26. Смерть і воскресіння
Адвентисти сьомого дня заперечують вчення про безсмертя душі й вічні муки для невіруючих. Відплата за гріх — смерть. Але Бог, єдиний, що має безсмертя, дарує вічне життя Своїм викупленим. До дня Другого пришестя смерть для всіх людей — це стан небуття. Адвентисти вірять, що під час другого пришестя Ісуса Христа відбудеться перше воскресіння померлих — для вічного життя. Друге воскресіння, воскресіння нечестивих, які відкинули благодать Божу, відбудеться тисячу років потому (після Тисячолітнього царства). (Йов 19:25-27; Пс. 145:3,4; [[|Екл..]] 9:5,6,10; Дан. 12:2,13; Іс. 25:8; Ів. 5:28,29; Ів. 11:11-14; Рим. 6:23; Рим. 16; 1Кор. 15:51-54; Кол. 3:4; 1Сол. 4:13-17; 1Тим. 6:15; Об. 20:1-10).

#### 27. Тисячолітнє царство та знищення гріха
Тисячолітнє Царство — це проміжний період між першим і другим воскресіннями, коли Христос і Його викуплені святі знаходяться на небі. За вченням адвентистів, протягом цього часу відбувається суд над тими, хто помер, не розкаявшись у своїх гріхах. На землі в цей час не буде жодної живої людини, але буде тільки сатана зі своїми ангелами. Після закінчення цього тисячолітнього періоду Христос зі Своїми святими і Святе Місто зійдуть на землю. Тоді будуть воскрешені і всі нечестиві, які під проводом сатани і його ангелів підуть війною на Боже Місто і зберуться навколо Нього. Але зійде від Бога вогонь, який знищить це воїнство і очистить землю. Таким чином, гріх і грішники назавжди зникнуть з всесвіту (Єр. 4:23-26; Єз. 28:18,19; Мал. 4:1; 1Кор. 6:2,3; Об. 20; Об. 21:1-5).

#### 28. Нова Земля
Адвентисти вірять, що на Новій Землі, де пануватиме праведність, Бог влаштує вічну оселю для викуплених. Серед створеної Ним досконалої природи вони будуть вічно жити в радості і любові, зростаючи в пізнанні Бога і Його творіння. Сам Господь буде там жити разом зі Своїм народом, і ніколи вже не буде ні страждань, ні смерті. Велика боротьба закінчиться, а з її закінченням назавжди зникне гріх. Усе, що існує — жива і нежива природа — буде свідчити, що Бог є любов, і Він буде панувати на віки віків (Іс. 35; Іс. 65:17-25; Мф. 5:5; 2Петр. 3:13; Об. 11:15; Об. 21:1-7; Об. 22:1-5).

## Офіційні документи та заяви. Соціальне вчення
Щодо ряду інших суспільно значущих проблем та питань церковно-державних відносин, не прописаних у 28 доктринах, Церква адвентистів сьомого дня також має офіційну позицію та ряд керівних принципів щодо різних  сфер соціального життя.

### Церква, Людина, Сім'я
Церква свій авторитет отримує безпосередньо від Бога, і її авторитет, на відміну від авторитету більшості інших співтовариств людей, в тому числі держави, ніяк не пов'язаний з будь-якою формою примусу.
Церква, людина і сім'я — це елементи суспільства, що створені Богом, тому саме про них в першу чергу Церква вважає за необхідне піклуватися, захищаючи їхні права та інтереси.

#### Відносини між людьми
Адвентисти сьомого дня засуджують і прагнуть протистояти будь-яким видам дискримінації, заснованим на приналежності до певної раси, племені, національності, статі або кольору шкіри. Вони вірять, що кожна людина створена за образом Бога, Який справив весь рід людський «від однієї крові» (Дії. 17:26). Кожна людина незалежно від обставин має для Бога нескінченну цінність і тому заслуговує на повагу і гідне поводження[33].

#### Сім'я і діти
Церква Адвентистів Сьомого Дня високо оцінює державні програми, а також програми і заходи всіх громадських сил і конфесій, спрямовані на зміцнення сім'ї та вирішення проблем в галузі виховання підростаючого покоління.
В помісних громадах Церкви АСД створений цілий ряд відділів (сімейний, жіночий, здоров'я, Тавіфи (милосердя), молодіжний, дитячий), які проводять різні заходи, семінари та курси, на яких члени Церкви і всі бажаючі вчаться тому, як слід зміцнювати сімейні відносини, мирно вирішувати конфлікти, розподіляти домашні обов'язки, краще розуміти себе і свого чоловіка/дружину, виховувати дітей, допомагати незаможним і нужденним, жити за принципами здорового способу життя, готувати смачну і здорову їжу і т. д.
Особливе місце в служінні Церкви займають програми для школярів і молоді по зміцненню здоров'я і підвищенню самооцінки, відомі під назвами: «Зупинись, подумай!», «Тиждень жахів», «Дихайте вільно», «Покоління NEXT обирає», що допомагають їм робити правильний вибір, кажучи «Ні!» наркотикам, тютюну, алкоголю та дошлюбним статевим зв'язкам.
Церква виступає проти розлучень і бореться за збереження сім'ї. Кожна дитина, незалежно від її статі, повинна розглядатися як дар Божий. Батьки мають перевагу і обов'язок забезпечувати виховання, захист і фізичну підтримку дітей, довірених їм Богом. Діти повинні навчитися шанувати, поважати своїх батьків і довіряти їм та іншим членам сім'ї, не піддаючись ризику жорстокого поводження.
Адвентисти сьомого дня відстоюють гідність і цінність кожної людини і відкрито засуджують будь-які форми фізичного, сексуального та емоційного насильства, включаючи насильство в сім'ї[34].

#### Проблема сирітства
Адвентисти вважають своїм обов'язком піклуватися про людей, що потрапили у важку життєву ситуацію, і, особливо, дітей-сиріт. Це виражається в активній участі членів Церкви в процесі усиновлення та взяття їх під опіку. Широкого поширення останнім часом набула така форма турботи як створення прийомних сімей.
Також адвентисти виступають ініціаторами різних благодійних акцій, організовують для дитячих будинків збір подарунків, одягу, іграшок і активно беруть участь в інших видах допомоги.

#### Гомосексуальність
Церква Адвентистів Сьомого Дня дотримується думки про те, що сексуальна близькість може мати місце тільки в рамках подружніх стосунків чоловіка і жінки. Такий був задум Бога при створенні світу. В Біблії про це говориться наступне: «Покине тому чоловік свого батька та матір свою, та й пристане до жінки своєї, і стануть вони одним тілом» (Бут. 2:24). Всюди в тексті Святого Письма затверджується ця гетеросексуальна модель поведінки. Біблія засуджує гомосексуальні дії або відносини. Сексуальні дії поза сферою гетеросексуального шлюбу заборонені (Лев. 20: 7-21; Рим. 1: 24-27; 1 Кор. 6: 9-11). З цих причин Церква Адвентистів Сьомого Дня виступає проти практики гомосексуальності і гомосексуальних відносин.
В той же час адвентисти вважають, що всі люди, незалежно від їхньої сексуальної орієнтації, є дітьми Божими. Вони не виправдовують презирства і осміяння по відношенню до будь-якої з груп людей, не кажучи вже про погане поводження з такими людьми.

### Церква та суспільство

#### Моральний вплив Церкви
Церква закликає віруючих жити згідно з моральними принципами (10 заповідей) і сприяти вдосконаленню світу та відродженню в ньому християнської моралі. Чим більше людей буде керуватися цими правилами, тим щасливіше стануть вони самі і все суспільство в цілому. Підносячи моральні принципи, Церква прагне вберегти суспільство, і особливо підростаюче покоління, від аморального впливу анархії і вседозволеності, порнографії, проституції та сексуальної розбещеності, від згубної пристрасті до алкоголю і наркотиків.

#### Соціальна справедливість
Церква вважає справедливість одним з головних принципів суспільного устрою. Цей принцип ґрунтується на загальному призначенні земних благ, гідності особистості і рівності людей перед законом. Відновлення порушеної справедливості передбачає не тільки внутрішнє каяття, але й адекватні зовнішні діяння, в тому числі і покарання її порушника.

#### Церква та суспільно-політичне життя
Церква не вважає для себе прийнятним брати участь у політичному житті, бо не може дозволити собі перейматися духом партійності, що роз'єднує суспільство. Це, однак, не означає, що віруючі люди є відділеними від життя суспільства і не можуть займатися суспільно-політичною діяльністю і таким чином приносити користь суспільству і державі.
На противагу політичній боротьбі, Церква проповідує мир і конструктивну взаємодію людей, які дотримуються різних політичних поглядів. Вона також допускає можливість різних політичних переконань серед її священнослужителів і рядових віруючих, за винятком тих, що явно суперечать віровченню Церкви, нормам християнської моралі. За кожним членом Церкви зберігається право на вибір в політичних питаннях, в тому числі і на підтримку будь-якої політичної партії. Однак членам Церкви, залученим в політичну діяльність або виборчі кампанії, є порада: у зв'язку з існуючими розбіжностями між політичними партіями, християнам, які бажають балотуватися на виборах, слід суворо дотримуватися норм закону та християнської моралі і краще виступати незалежними кандидатами. В цьому випадку, представляючи своїх виборців, вони не будуть пов'язані з позицією або курсом будь-якої політичної партії і зможуть вільно діяти згідно з особистими переконаннями. Залишаючись вірними принципам і вченням Церкви Адвентистів Сьомого Дня, політично активні віруючі мають право зберігати за собою статус повноправних членів Церкви.
Участь в голосуванні є правом християн як громадян висловлювати свій вибір, залишаючись при цьому вірними Божими заповідями. Адвентисти закликають брати участь у виборах, коли це можна робити без обмеження совісті, розділяючи, таким чином, відповідальність за творення справедливого громадянського суспільства.

#### Передвиборча агітація
Церква, її служителі не повинні залучатися до передвиборчої політичної боротьби, їм слід зберігати нейтральну позицію. Церковна кафедра, церковні видання або церковні збори ніколи не повинні використовуватися в якості трибуни для передвиборчої агітації. В умовах багатопартійності Церква не дає рекомендацій в підтримці будь-якої політичної партії, вона зберігає нейтралітет, оскільки покликана служити всьому суспільству. Разом з тим, Церква Адвентистів Сьомого Дня, не рахуючи можливим свою участь в політичній боротьбі, залишає за собою право виступати проти націоналізму, терору, екстремізму та інших негативних явищ, засуджувати їх з релігійно-моральних позицій.
Утримуватися від будь-якої політичної діяльності — неодмінна вимога до священнослужителів Церкви: згідно зі Священним Писанням, неможливо по-справжньому служити двом панам (Мф. 6:24). Якщо ж священнослужитель побажає включитися в політичне життя, він повинен зробити вибір — чому віддати перевагу, оскільки ці два види діяльності несумісні[33].

### Церква та держава
Церква і Держава мають різну природу, тому вони не повинні ні зливатися воєдино, ні підміняти один одного. Адвентисти визнають виняткову роль держави в підтримці порядку і справедливості, в забезпеченні загального блага і блага кожної людини. Церква готова, в міру своєї компетенції, всіляко підтримувати державу в її прагненні служити людині. Здатність держави запобігати злу і сприяти добру є для Церкви основним критерієм її моральної оцінки.

#### Форми державного управління
Церква не віддає переваги будь-якому типу державного устрою, формі державного правління чи ведення державних справ. Та чи інша модель держави формується історично і залежить від традицій народу, часу і політичних обставин.

#### Межі державної влади
Державна влада — в певному сенсі Божий дар. Незважаючи на те, що Господь наділив цивільні уряди широкими повноваженнями, Він не наділив їх владою безмежною. Існує сфера особистих відносин людини з Богом, втручатися в яку цивільний уряд права від Бога не отримав. Совість людини, її моральні обов'язки перед Богом знаходяться за межами впливу земних властей. Духовною сферою керує один Господь.

#### Взаємодія Церкви та держави
Церква АСД засуджує будь-які спроби релігійних організацій брати на себе функції держави і використовувати методи примусу, які використовує державна влада, для досягнення свого або загального блага. Церква у своїй діяльності спонукувана виключно любов'ю і миром.
Адвентисти вважають, що держава може видавати закони, які регулюють різні сфери діяльності релігійних об'єднань. У той же час земна влада не має права приймати закони, що стосуються питань віросповідання, внутрішнього (канонічного) устрою релігійних організацій чи дають перевагу будь-якій конфесії. Ніяка форма релігійного тиску через цивільну владу не є богоугодна.
Піклування про життя і благополуччя людини і суспільства — найголовніше завдання держави, і Церква, в міру своєї компетенції і можливостей, підтримує зусилля державної влади в цьому напрямку. Співпраця (не союз) Церкви і держави може будуватися тільки на умовах свободи і доброї волі, що дозволяє кожній зі сторін виконувати свою місію і в кінцевій меті служити потребам людини.
Сьогодні найбільш плідною є співпраця Церкви Адвентистів Сьомого Дня і держави в таких напрямках діяльності, як:
1. Підтримка інституту сім'ї.
2. Збереження в суспільстві основоположних моральних норм.
3. Співпраця в галузі культурного, морального, духовного виховання та освіти.
4. Турбота про здоров'я людини. Популяризація здорового способу життя, профілактика куріння, наркоманії та алкоголізму.
5. Участь в спільних з державою і громадськими організаціями соціальних програмах.
6. Справи милосердя та благодійності, допомога в зонах конфліктів.
7. Діалог з органами державної влади будь-яких рівнів з питань, значимих для Церкви і суспільства, в тому числі і в зв'язку з виробленням відповідних законів, підзаконних актів, розпоряджень і рішень.
8. Робота церковних і світських ЗМІ з відродження моральності, захисту прав і свобод людини, свободи совісті та релігійної свободи, зміцнення громадянського суспільства.
9. Сприяння толерантності, взаєморозумінню і співпраці між людьми.
10. Діяльність з охорони навколишнього середовища.
11. Економічна діяльність, що відповідає інтересам Церкви, держави і суспільства.
12. Протидія екстремістським структурам, які представляють небезпеку для особистості і суспільства.

#### Законослухняність громадян
Віруючі покликані бути законослухняними громадянами своєї держави. Біблія вчить християн коритися владі незалежно від віросповідання тих, хто керує країною: «Нехай кожна людина кориться вищій владі, бо немає влади, як не від Бога, і влади існуючі встановлені від Бога» (Рим. 13:1). Обов'язок християнина — коритися владі, доки її вимоги не будуть суперечити Божій волі, викладеній в Біблії. Якщо ж держава, перешкоджає християнам слідувати велінням своєї совісті і своїм переконанням, Церква залишає за собою і своїми членами право діяти відповідно до своєї совісті і принципам, закладеним в Євангелії.
Християни не повинні брати участі у жодних діях з метою насильницького повалення влади, навіть якщо вона аморальна і здійснює тотальний контроль над своїми громадянами. Безсумнівно, Церква не може залишатися байдужою до такого приниження людської гідності і вважає для себе можливим не коритися таким велінням, що суперечить християнській вірі, і викривати владу в негідному правлінні. Проте виступати за насильницьке повалення влади для Церкви є неприпустимим. Бог керує людською історією, Він допускає підйом і падіння держав.

#### Правопорушення та злочини
Церква цілком визнає право і навіть обов'язок державної влади здійснювати антикримінальну діяльність, використовуючи всі законні засоби для відновлення справедливості і покарання злочинця. До жалю, в діяльності правоохоронних і судових органів іноді допускаються помилки, в результаті яких страждають невинні люди, що є не тільки порушенням принципу справедливості покарання, а й прямим гріхом. Що стосується смертної кари, то вона, за вченням Церкви, є неприйнятною взагалі. Життя — це дар Божий, тому позбавлення людини життя, якими б серйозними міркуваннями воно не диктувалося, є тяжким гріхом. Інші види покарання, якщо вони справедливі, надають засудженому можливість для переоцінки вчиненого злочину, а для Церкви — спонукати його до шляху покаяння.
Церква вважає профілактику злочинів найбільш дієвим способом боротьби зі злочинністю. Ефективність профілактики багаторазово зростає, коли вона застосовується не лише до окремих особистостей, що  схильні до правопорушень, але охоплює суспільство в цілому.

#### Військова служба
Адвентисти зазвичай не служать за наймом в стройових частинах збройних сил, а в тих випадках, коли військова служба є обов'язковою, вони просять надати їм право на службу без зброї. Церква рекомендує молодим людям, яких призивають до армії, використовувати своє законне право на альтернативну службу або йти в ті військові підрозділи, які не беруть участі в силових операціях і військових діях (наприклад, медичні, інженерні і тилові частини). Турбота про поранених і вмираючих, відновлення зруйнованого під час бойових дій і забезпечення роботи тилу дозволяють християнам чесно виконувати свій обов'язок перед Вітчизною, при цьому залишаючись вірними своїм релігійним принципам. Церква визнає право кожного її члена на вибір ним форми виконання свого громадянського обов'язку. Кожен має право обирати сам брати зброю до рук чи ні. Це справа совісті кожного членна церкви.
Кадровим військовослужбовцям, які є членами Церкви, не забороняється нести службу, якщо це не суперечить вищевказаним принципам.
У своєму повсякденному служінні Церква згадує про воїнів і захисників Вітчизни, підносить молитви за збереження їх життя, в міру наявних у неї можливостей дбає про їх добробут.

### Християнська етика, релігійна свобода, толерантність
Влада не повинна перешкоджати релігійним обрядам, реалізації внутрішніх церковних постанов, а також здійсненню церковної місії проповіді Євангелія. Якщо влада будь-якими способами примушує членів Церкви відступити від своєї віри, підштовхує їх до порушення заповідей, Церква повинна відкинути такі дії. Якщо державна влада приймає закони, які істотно обмежують права і свободи особистості, адвентисти можуть законним чином (спираючись на чинне законодавство) виступати проти порушення їх прав. Християнам слід за допомогою законних мирних засобів захищати свої релігійні права і боротися проти їх обмеження. У разі неможливості законним способом відстояти свої права член Церкви, в згоді з власною совістю і переконаннями, може слідувати своїй вірі, страждаючи заради Господа.
Адвентисти вважають, що кожна людина має право на свободу думки, совісті і релігії. Однією з основних складових свободи совісті є релігійна свобода, яка включає свободу людини змінювати свою релігійну приналежність, сповідувати свою релігію як одноосібно, так і спільно з іншими.
Для адвентистів принципове значення має свобода збиратися разом на богослужіння в сьомий день тижня (суботу), відповідно до біблійної заповіді (Вих. 20:8-11). Релігійна свобода передбачає також можливість безперешкодно поширювати релігійні погляди за допомогою літератури, публічної проповіді або через ЗМІ. Адвентисти розраховують мати вільний доступ до ЗМІ нарівні з іншими конфесіями.
За адвентистським ученням завданням суспільства, держави і Церкви є створення таких умов, при яких людина могла б відповідально використовувати свою свободу і не йти проти своєї совісті.

#### Толерантність
Церква АСД засуджує будь-якого роду упередження, факти жорстокого ставлення до людей, в тому числі і викликані неприйняттям їх переконань і звичаїв. Християни і всі люди доброї волі повинні визнавати право будь-якої людини думати або діяти інакше, ніж вони самі. Потрібно навчитися обговорювати різні точки зору без взаємних образ і приходити до згоди. Це, однак, не означає безпринципної згоди або принизливого підпорядкування тиску.

### Культура
Адвентисти вважають, що вищі зразки класичної літератури, музики, образотворчого мистецтва виступають союзниками християнства в справі відродження людської душі. Так класична література, пронизана християнськими ідеалами, допомагала багатьом людям уникнути моральної деградації в часи безбожності. У тяжкі роки панування атеїзму ця література, зберігаючи духовне світло, з'єднувала два світи: релігійний і світський — Церкву і культуру.

#### Дозвілля та розваги
Церква не засуджує розваги як такі, але закликає пам'ятати, що саме в години дозвілля людина найбільш схильна до спокус, а більша частина гріхів здійснюється людьми у вільний час і починається з розваг. Тому, важливо виявляти особливу обережність і розважливість. Вибір розваг повинен виходити з міркувань користі для фізичного, розумового та емоційного розвитку, для виховання характеру. Багато форм дозвілля не лише неприйнятні для християн, але і завдають моральних збитків, як особистості, так і всьому суспільству (особливо дітям і молоді). До таких належать розваги, які пробуджують в людині агресивність, пожадливість, гординю та інші низькі почуття, завдають шкоди здоров'ю і формують психологічну залежність (дозвілля в нічних клубах, агресивні види спорту, азартні ігри, аморальні фільми та ін.). Церква виступає за повноцінний і корисний відпочинок.

#### Псевдонаукове і псевдорелігійне знання
Церква негативно ставиться до окультизму, до езотеричного знання і носіїв негативної містики — «віщунів, ворожбитів, ворожок, чаклунів, чорнокнижників…» (Повт. 18:10-12; Лев. 19:31). Біблія забороняє такого роду заняття.

### Здоров'я людини та нації
Адвентисти вірять, що турбота про фізичне здоров'я (а не тільки духовне) є біблійним вченням. В першу чергу вони звертають увагу на профілактику, адже «хворобу легше попередити, ніж потім її лікувати» (М. Я. Мудров). Церква активно підтримує як суспільну профілактику захворювань (весь комплекс заходів, які проводять органи охорони здоров'я, в тому числі й вакцинацію), так і індивідуальну (заходи для збереження здоров'я, які використовує кожна окрема людина). Серед індивідуальних заходів профілактики важливими є правильна організація праці та відпочинку, раціональне та збалансоване харчування, фізичні вправи, загартовування, попередження та позбавлення від шкідливих звичок.

#### Ставлення до лікувальної медицини
Церква підтримує діяльність як державних, так і недержавних медичних і науково-дослідницьких закладів, що надають медичну допомогу, розробляють нові й удосконалені методи лікування. Але адвентисти вважають недопустимими будь-які експериментальні дослідження на людях у місцях позбавлення свободи, на психічно та тяжкохворих, а також на дітях, незалежно від згоди батьків.
Адвентисти попереджають про небезпеку впровадження так званої «альтернативної медицини», що насправді є окультно-магічною практикою і може відкрити шлях до руйнівного впливу демонічних сил на свідомість та волю людини.
Церква Адвентистів Сьомого Дня визнає ті види медикаментозного впливу на організм, які апробовані МОЗ і дозволені для застосування фармакологічним комітетом. Вона не ви виступає проти переливання крові та трансплантації органів, якщо за медичними показаннями хворий потребує такої операції. Але кожен пацієнт повинен мати право та реальну можливість відмовитись від тих методів впливу на свій організм, які суперечать його переконанням, в тому числі, релігійним.
Церква підтримує основні деонтологічні принципи медичної етики. Недопустимим є маніпулювання людиною навіть задля благих цілей.

#### Вакцинація
Адвентисти сьомого дня не проти відповідальної імунізації/вакцинації і не мають будь-яких релігійних чи заснованих на вірі причин не спонукати своїх прихильників до участі в профілактичних програмах імунізації. Церква високо цінує здоров'я і безпеку населення, невід'ємною частиною яких є підтримка «колективного імунітету». Але Церква не є совістю окремо взятих членів і визнає свободу вибору кожного. Рішення людини не робити щеплення не є ні догмою, ні вченням Церкви і не повинно розглядатися як таке.

#### Фізична культура та спорт
Адвентисти підтримують такі види фізичної культури та спорту, які допомагають людині підтримувати своє здоров'я. але недопустимими є допінгові маніпуляції, що руйнують здоров'я, та нанесення тяжких травм або вад в деяких видах спорту.

#### Подолання наркотичної залежності
Церква АСД виступає за відмову від спиртного, сповідуючи «принцип стриманості». Алкоголь — це повільно діючий наркотик, що викликає психічну і фізичну залежність і призводить до алкоголізму. Ще більш згубною є наркоманія. Наркоманія і алкоголізм — свого роду індикатори духовної хвороби суспільства.
Церква зі співчуттям ставиться до жертв алкоголізму і наркоманії і пропонує їм духовну, профілактичну і реабілітаційну підтримку в подоланні залежності, ведучи просвітницьку діяльність і відкриваючи спеціалізовані установи. Спільними зусиллями членів Церкви успішно реалізуються програми з профілактики наркоманії, алкоголізму, тютюнопаління, СНІДу («Молодь в дії», «Зупинись, подумай», «Як впоратися зі стресом» та ін.). Діють клуби здоров'я і школи здорового харчування, випускаються книги, журнали, відеофільми та інші посібники з питань здоров'я.

#### Проблема СНІДу
Церква Адвентистів Сьомого Дня занепокоєна глобальним поширенням ВІЛ-інфекції. Враховуючи її головні шляхи передачі, Церква вживає конкретних заходів, направлених на зниження ймовірності зараження ВІЛ. Вона активно пропагандує традиційні моральні цінності, виражені в збереженні подружньої вірності, засуджуючи безладні статеві зв'язки та практику гомосексуальних відносин. Адвентисти організовують просвітницькі програми для старшокласників, направлені на профілактику наркотичної залежності і виховання здорового ставлення до життя.
Разом з тим, Церква закликає виявляти співчуття до ВІЛ-інфікованих людей, пам'ятаючи про те, що тільки християнське ставлення може їх підтримати, запевнити в Божому прощенні та дати надію.

#### Аборти
Церква не є совістю для кожної окремої людини. Однак вона повинна здійснювати духовне керівництво. Позиція Церкви полягає в тому, що для християн неприпустимі аборти, які здійснюються з бажання контролювати народжуваність, вибирати стать дитини або зберегти життєві зручності. Однак іноді жінка може виявитися у виняткових умовах: її життю чи здоров'ю може загрожувати серйозна небезпека, може мати місце дефект плода (ретельно діагностований), а також вагітність, що стала результатом зґвалтування або кровозмішення. Остаточний вибір між перериванням і збереженням вагітності повинна зробити сама жінка після відповідної консультації. При прийнятті рішення їй слід керуватися точною інформацією, біблійними принципами і переконаннями совісті. А саме рішення найкраще приймати в обстановці сімейної злагоди.

#### Контрацепція
Що стосується контрацепції, то це питання вирішується при обопільній згоді подружжя. Однак Церква виступає проти тих засобів і препаратів, які володіють абортивною дією, тобто призводять до штучного переривання життя плода.

#### Бездітність та штучне запліднення
Донорське зачаття та сурогатне материнство неминуче супроводжується психологічними і соціальними проблемами, що виникають не тільки у відносинах між самим подружжям, але також і з їхніми дітьми, набутими у такий спосіб. Більш того, це може в майбутньому обернутися як для дитини, так і для батьків психологічною кризою, юридичними проблемами. Єдино припустимим у вирішенні проблеми безпліддя може бути штучне запліднення статевими клітинами чоловіка. В цьому випадку духовний і фізіологічний зміст материнства та батьківства не зменшується присутністю чужорідного початку.

#### Евтаназія
Церква впевнена в тому, що тільки Бог, який дарує людині життя, має право забрати його в той момент, в який Він вважатиме за потрібне. Християни зобов'язані піклуватися про своїх близьких, старих чи безнадійно хворих, до їх останнього подиху.

### Церква та Екологічні проблеми
Церква не засуджує природокористування, але закликає зробити його якомога щадним. Неприйнятними є розваги, які заподіюють страждання іншим живим істотам. Жорстокість до тварин заради азарту, знищення унікальних екосистем заради швидкого прибутку несумісні з християнством.
Адвентисти відкриті для активної співпраці з природоохоронними організаціями та освітніми установами в природоохоронній та еколого-просвітницькій роботі. Церква заохочує (але не контролює) особисту участь своїх членів в справі охорони природи.
Деякі благодійні програми Церкви вносять певний внесок у вирішення проблем утилізації відходів і зниження споживання. Так, в більшості громад діє система вторинного використання одягу для допомоги нужденним. Громади, які мають свої будівлі, повинні піклуватися про озеленення та благоустрій прилеглої території. Місця зборів на лоні природи необхідно утримувати в чистоті і, наскільки можливо, упорядковувати. Церква схвалює і підтримує виявлення і охорону цінних природних об'єктів і територій (дерев-довгожителів, печер, джерел, місць існування рідкісних видів тварин і рослин та ін.), але не розглядає їх як наділених надприродною силою — багатобожжя і християнство є несумісними.

### Питання війни та миру
Церква переконана, що війни є результатом гріха, тому вона засуджує погоню за озброєнням і закликає політиків та державних діячів робити все можливе для подолання взаємної недовіри і ворожнечі між народами.

#### Тероризм
Міжнародний тероризм повністю суперечить ідеї релігійної свободи, оскільки в його основі лежать релігійно-політичний екстремізм і фундаменталістський фанатизм. Церква переконана, що використання державами для захисту від насильства і терору одних лише силових засобів не може вирішити проблему, оскільки в її основі лежать серйозні соціальні і духовні причини. Для встановлення тривалого миру необхідні комплексні заходи. З точки зору Церкви, міцний мир у всіх випадках передбачає наявність, принаймні, чотирьох основних складових: діалогу, справедливості, прощення і примирення. Адвентисти закликають відмовитися і відмежуватися від насильницьких методів та дій. Церква АСД закликає віруючих всіх країн молитися за мир.

### Адвентисти та інші конфесії

#### Ставлення Церкви до інших релігій, християнських конфесій
Адвентисти переконані в праві кожної людини обирати віросповідання згідно зі своєю совістю без будь-якої дискримінації, поважаючи права інших людей.
Церква АСД будує свої відносини з представниками інших релігій, а також християнських конфесій і деномінацій на основі відкритості та толерантності. Вона з повагою ставиться до всіх християнських деномінацій. Адвентисти визнають, що Господь приймає людей такими, якими вони є, тому вважають, що християни не повинні перешкоджати діяльності інших християн, оскільки всі вони щиро сповідують віру в Ісуса Христа. Церква закликає уникати прояву духу суперництва і неповаги до представників інших релігійних традицій.
Церква АСД бере активну участь в міжконфесійних та міжцерковних радах, співпрацюючи з ними в тих питаннях, які становлять спільний інтерес і не вимагають доктринального компромісу.

#### Церква АСД та екуменізм
Церква АСД базує своє вчення на Біблії і тільки Біблії, тому відкрита до співпраці та взаєморозуміння між християнами різних конфесій до межі, поки ця співпраця не перечить істинам викладеним у Святому Письмі.
Вчення Церкви АСД свідоме до розуміння і бажання Христа, аби всі були єдиними: «Та не тільки за них Я благаю, а й за тих, що ради їхнього слова ввірують у Мене, щоб були всі одно: як Ти, Отче, в Мені, а Я у Тобі, щоб одно були в Нас і вони, щоб увірував світ, що Мене Ти послав.»Ів. 17:22-23
Однак ця єдність не повинна  дискредитувати правди Слова Божого: «А що ми пізнали Його, пізнає́мо це з того, коли заповіді Його доде́ржуємо.  Хто говорить: „Пізнав я Його“, але не доде́ржує Його заповідей, той неправдомовець, і немає в нім правди! А хто доде́ржує Його слово, у тому Божа любов справді вдоскона́лилась. Із того ми пізнає́мо, що в Нім пробува́ємо». 1 Ів. 2:3-5.
Церква АСД не підтримує екуменізм, як засіб тільки заради об'єднання, напроти вважає, що екуменістична співпраця церков покликана  відстоювати позиції біблійних істин та загальнохристиянських духовно-моральних цінностей.
Тому на сьогодні Церква АСД активно співпрацює з іншими конфесіями задля блага суспільства та духовного розвитку нації.

## Організаційна структура
Для церкви АСД характерний представницький (виборно-ієрархічний) тип організації, усі керівні посади у церкві є виборними.
Всесвітня організація церкви АСД налічує понад 20 мільйонів членів церкви. Вона складається з 13 дивізіонів (відділень), найвищим адміністративним органом є Генеральна Конференція (ГК).
Сесії Генеральної конференції скликаються раз на 5 років. На сесії Генеральної конференції обирається президент Генеральної конференції та інші керівні посади, вирішуються питання організації та віровчення. Від 2010 року президентом Всесвітньої церкви АСД є Тед Вільсон (Ted N.C. Wilson). Офіс Генеральної конференції знаходиться у США (штат Меріленд). Сесії Генеральної конференції найчастіше проходять у містах Північної Америки та Західної Європи.
Українська уніонна конференція  об'єднує 8 конференцій:
- Буковинську із центром у Чернівцях, яка включає громади: Івано-Франківської, Тернопільської і Чернівецької областей;
- Східно-Дніпровську із центром у Дніпрі, що включає громади Дніпропетровської, Запорізької, Харківської, Донецької та Луганської областей;
- Дніпровську з центром у Черкасах, що включає громади Кіровоградської, Черкаської та Полтавської областей;
- Західну із центром у Львові, що включає громади Львівської, Волинської, Рівненської, Закарпатської областей;
- Київську з центром у Києві, що включає міські громади столиці;
- Подільську з центром у Вінниці, що включає громади Вінницької, Житомирської та Хмельницької областей;
- Центральну з центром у Києві, що об'єднує громади Київської, Сумської та Чернігівської областей;
- Південну із центром у Миколаєві, що об'єднує громади Одеської, Миколаївської, Херсонської областей;

Станом на 2018 рік Церква АСД в Україні нараховує 46.487 членів церкви, 813 громад, 267 групи, що становить 10 % протестантських громад або 2,9 % від всієї загальнодержавної мережі церков. Найбільша кількість громад АСД діє у Північно-Центральному регіоні, тоді як у Західному та Південно-Східному регіонах їхня концентрація є практично однаковою.
Також Українська церква адвентистів сьомого дня діє у місті Сакраменто (США).

## Інфраструктура церкви АСД в Україні

### Загально-освітні навчальні заклади I—III ступенів
- Навчально-виховний комплекс «Соломон» — м. Чернівці.
- «Щасливе місто»  - м. Тячів, Закарпатської обл.
- «Живе Слово» - м. Львів.
- «Академія Мудрості» - в м. Буча, Київської обл.
- «НВК Джерело Мудрості» - с. Парпурівці, Вінницької обл.
- «Досвітня зоря» -  м. Київ.
- «Еммануїл» -  м. Мукачево, Закарпатська обл.

### Вищі навчальні заклади
- Український адвентистський теологічний інститут — приватний навчальний богословський заклад у м. Буча Київської області, який готує студентів до служіння у громадах  Адвентистської церкви.
- Український гуманітарний інститут — приватний вищий навчальний заклад освіти у місті Буча. Має ІІІ рівень акредитації. Посідає 6 місце у рейтингу приватних вищих навчальних закладів України за версією міністерства освіти (на 2013 рік)[1]. Має ліцензію на підготовку фахівців за спеціальностями та напрямами: «Фінанси і кредит»; «Менеджмент зовнішньоекономічної діяльності»; «Мова та література (англ.)», «Філософія (релігієзнавство)» «Журналістика», «Фізичне виховання» та «Економічна кібернетика».
- Лінгвістичний центр ELC: курси з носіями англійської, польської, російської, української мов у Києві, Харкові, Львові, Дніпропетровську, Кривому Розі й інших містах.
- «Школа Біблії» - Заочна «Школа Біблії» розпочала свою роботу з 1992 року. Вона пропонує 17 курсів для дітей, підлітків, молоді та дорослих, і навчання на онлайн ресурсі bible.ua. За 25 років роботи школи Біблії її студентами стали 84633 особи. З них випускниками стали 26752 осіб.

### Всеукраїнські адвентистські ЗМІ
- Офіційний сайт Церкви адвентистів сьомого дня в Україні
- Видавництво «Джерело життя» (Київ)  - випускає богословську, духовну, наукову, науково-популярну, довідкову, навчальну, дитячу літературу, зокрема християнську газету «Вічний скарб», наклад 100.000 примірників
- Радіостанція «Голос надії»  — просвітницьке, музичне медіа з цілодобовим мовленням
- Духовно-просвітницька газета «Акцент» , наклад 100.000 примірників
- Інтернет-газета «Путь» : авторські розробки для інтерактивного вивчення Біблії, запитання пастору, аналітика, медіатека
- Школа Біблії  — вивчення Біблії онлайн

### Всеукраїнські адвентистські проєкти
- Всеукраїнський проєкт «Сильне покоління» — це рух небайдужих молодих людей, які кидають виклик сучасній молоді — жити по-іншому, по-іншому ставитися до власного життя, яке дається тільки один раз. Команда молодих людей приїжджає у місто і здійснює там соціальну, пізнавальну, розважальну, благодійну роботу.
- Слідопити  - всесвітня організація, що заснована в церкві АСД 1950 р. Ця  програма розроблена для роботи з підлітками віком від 10 до 15 років. Клуб Слідопитів має 6 ступенів(або ж класів) навчання:
  - «Друг» — 10 р.,
  - «Супутник» — 11 р.,
  - «Дослідник» — 12 р.,
  - «Розвідник» — 13 р.,
  - «Мандрівник» — 14 р.,
  - «Провідник» — 15 років

### Благодійні фонди та організації
- ADRA Україна — українська філія всесвітньої доброчинної організації Адвентистське агентство допомоги та розвитку, завдяки якому вразливі верстви населення отримують матеріальну, соціальну та психологічну допомогу.
- Дитячі будинки сімейного типу у м. Сміла на 2 сім'ї, де виховується 20 дітей.

### Охорона здоров'я
«Ангелія» — адвентистський медичний центр, відкрився в 2014 році в місті Київ, входить до всесвітньої системи адвентистських закладів охорони здоров'я «Adventist health international», а також є членом Adventist Care Network, Europe. Медичний центр «Ангелія» має такі відділи:
1. Сімейна медицина
2. Терапія
3. Стоматологія
4. Психіатрія
5. Наркологія
6. Лабораторна діагностика
7. Медсестринські процедури та маніпуляції
8. Стаціонар
9. Психологічна служба
10. Масаж
11. Фітнес-студія «Healthy way»
12. Магазин здорового харчування
13. Навчання (Курси)

### Оздоровчі центри
| Назва                    | Направлення                      | Розташування                                                    |
| ------------------------ | -------------------------------- | --------------------------------------------------------------- |
| «Наш дім»                | Лікувально-оздоровчий центр      | село Нові Обіходи, Немирівський район, Вінницька область        |
| «Гармонія»               | Навчально-оздоровчий комплекс    | Новомосковський район, Дніпропетровська область                 |
| «Барвінок»               | Центр оздоровлення та відпочинку | м. Новий Розділ, Львівська область                              |
| «Буковинська черешенька» | Природно-оздоровчий комплекс     | Чернівецька область                                             |
| «Айдар»,                 | Дім здоров'я та відпочинку       | село Старий Айдар, Станично-Луганський район, Луганська область |
| «Сонячні Карпати»        | Центр оздоровлення та відпочинку | село Брестів, Мукачевський район, Закарпатська область          |
| «Десна»                  | Пансіонат                        | село Радичів, Коропський район, Чернігівська область            |

Здорове харчування
Мережа магазинів здорового харчування «Едемський сад».
Реабілітаційні центри
Місто Київ, Християнський адвентистський медичний центр «Angelia».
Чернігівська область:
- Місто Новгород-Сіверський, Реабілітаційний центр сімейного типу «Затишок»
- Коропський район, село Понорниця, реабілітаційний центр «Шлях до Христа»

Місто Кривий Ріг, група взаємодопомоги залежним.

## Персоналії адвентистів Україні
| Андрєєв Кирило                 | Актор, диктор, телеведучий, випускник Київського національного університету театру, кіно і телебачення ім. І. Карпенка-Карого (майстерня П. Д. Богдана). |
| Андрєєва Світлана (Артамонова) | Актриса, диктор, телеведуча, випускниця Київського Національного університету театру, кіно і телебачення ім. І. Карпенка-Карого (майстерня Ю. Ф. Висоцького). |
| Балаклицький Максим            | Доктор наук із соціальних комунікацій, професор кафедри журналістики Харківського національного університету ім. В. Н. Каразіна, публіцист, редактор служби новин Медіа Групи «Надія». |
| Бичков Сергій                  | Мер міста Очакова Миколаївської області (з 2015 р.) |
| Брагінець Микола               | Виконувач обов'язків ректора Луганського національного аграрного університету (2014—2018), професор, доктор технічних наук, академік Міжнародної академії науки та практики організації виробництва, довічний державний стипендіат як видатний діяч освіти і науки. Має більше 230 наукових робіт, 32 авторських свідоцтв і патентів на тему механізація сільськогосподарського виробництва, 11 підручників та навчальних посібників для вузів аграрного напрямку, 2 монографії. |
| Георгінова Лариса              | Кандидат педагогічних наук, доцент кафедри менеджменту зовнішньоекономічної діяльності, проректор із зовнішніх зв'язків Українського гуманітарного інституту. |
| Ільницький Едуард              | співак, композитор, фіналіст Всеукраїнського шоу «Шанс». |
| Козунь Оксана                  | співачка, автор слів та композитор. |
| Котляров Петро                 | Доктор історичних наук, доцент. Завкафедрою історії релігійного мистецтва Київського національного університету імені Тараса Шевченка. Автор понад сорока наукових, науково-популярних та навчально-методичних праць. |
| Лисенко Валентин               | Бандурист, композитор, винахідник електробандури, фіналіст шоу «Україна має талант». |
| Опарін Олексій                 | Доктор мед. наук, професор, завідувач кафедри терапії та ревматології Харківської медичної академії післядипломної освіти, Головний редактор двох міжнародних журналів «Східноєвропейського журналу внутрішньої та сімейної медицини» (журнал входить до переліку журналів затверджених МОН України) та «Огляду світових питань», Голова правління "Товариства Історії медицини "Харківського медичного товариства. Автор 273 наукових статей, 57 монографій з медицини та історії Стародавнього Сходу і біблійної археології, 27 патентів, 32 навчальних посібників і методичних рекомендацій, двох посібників, виданих в Празі. |
| Панасюк Раїса                  | Українська громадська діячка, Урядовий уповноважений з прав осіб з інвалідністю. Почесна громадянка міста Вінниці. Заслужений працівник соціальної сфери України.[1] |
| Пермінова Тетяна               | Журналістка, випускниця факультету журналістики Київського національного університету ім. Т. Г. Шевченка, понад 40 років роботи у ЗМІ, 27 з яких — головним редактором газет у Кривому Розі та Криворізькому районі. З 1979 року — член Спілки журналістів СРСР, а далі — член Національної спілки журналістів України. |
| Петренко Світлана              | Журналістка. Працювала власним кореспондентом телеканалу УТ-1 у Сумській області, створювала і була першою редакторкою газети «Аргументы и факты. Украина». |
| Понятовський Фелікс            | Магістр релігії MA in Religion, університет Ендрюса, США, доктор богослов'я (PhD in Old Testament), Адвентистський міжнародний інститут поглиблених досліджень, Філіппіни, проректор з науково-педагогічної роботи Українського гуманітарного інституту. |
| Соса Юрій                      | Актор, диктор, телеведучий, випускник Київського національного університету театру, кіно і телебачення ім. І. Карпенка-Карого (майстерня О. П. Кочнєва). |
| Старцев Максим                 | Український футболіст, воротар. Нині тренер і спортивний функціонер. Володар кубка України 2009—10, учасник суперкубка України 2010 року, Бронзовий призер Чемпіонату України: 2010–2011, 2011–2012. |
| Шкіряк Антон                   | Лікар-нейрохірург, онколог, менеджер та громадський діяч у сфері охорони здоров'я України, асистент опорної кафедри нейрохірургії Національної медичної академії післядипломної освіти ім. Платона Шупика, експерт багатьох медичних та соціальних програм на центральних телеканалах країни. |
| Штанько Людмила                | Ректор Українського гуманітарного інституту, кандидат економічних наук, доцент кафедри прикладної економіки. |
| Щербанюк Артем                 | Ведучий телеканалу «Надія», сценарист, редактор, телепродюсер, викладач в Українському Адвентиському Теологічному Інституті, наукові ступені: Master of Art of Religion (магістр релігієзнавства/теології) в Andrews University (USA), спеціаліст права у Львівському національному університеті ім. Івана Франка. |

## Корисні посилання
- Офіційний сайт Церкви адвентистів сьомого дня в Україні [Архівовано 10 червня 2019 у Wayback Machine.]
- Український гуманітарний інститут [Архівовано 15 червня 2016 у Wayback Machine.]
- Телеканал «Надії»  [Архівовано 9 листопада 2017 у Wayback Machine.]
- Радіо «Голос Надії» [Архівовано 7 квітня 2022 у Wayback Machine.]